# Świętowit
Świętowit – bóg urodzaju i wojny oraz naczelny bóg słowiańskiego plemienia Ranów, a w późniejszym okresie wszystkich Słowian połabskich. Jego zorganizowany kult znajdował się na wyspie Rugia, na przylądku Arkona, gdzie znajdowała się także jego główna świątynia. Wedle opisów średniowiecznych kronikarzy posąg przedstawiający tego boga posiadał cztery głowy, róg oraz miecz, a samemu bóstwu poświęcony był biały koń, siodło, stanica oraz orły. Raz w roku, po żniwach, odbywało się duże święto ku jego czci. Przy pomocy rogu oraz konia należących do boga kapłani przeprowadzali wróżby, natomiast w nocy sam bóg dosiadał konia, by walczyć z wrogami. Jego imię można tłumaczyć jako Silny pan lub Święty pan. W przeszłości często mylnie uważano, że kult Świętowita wywodzi się od Świętego Wita. W środowisku badaczy mitologii Słowian Świętowit często uważany jest za połabską hipostazę Peruna. Jego kult w zorganizowanej formie upadł w 1168 roku, gdy zniszczono poświęconą mu świątynię w Arkonie.

## Etymologia
W zapiskach łacińskich teonim ten zapisywany jest jako Suantouitus, Suantouith, Suantuitho, Szuentevit, Suantevit, Zuantevith, Zvantevith i inne, a w staroislandzkim jako Svanraviz i Svanteviz.
Badacze zgodni są co do odczytu zapisu łacińskich zapisów; dwuznaki ⟨an⟩ i ⟨en⟩ wskazują na słowiańską samogłoskę nosową. W pierwszej części teonimu znajduje się staropołabski kontynuant prasłowiańskiego przymiotnika ‎*svętъ (z nosowym [e]). Na etapie staropołabskim, przynajmniej w dialektach północnych, w wyniku przejścia [ę] w [ą] (nosowe [a]), ‎*svętъ przeszło w staropołabskie dialektalne *svąt-. Na tej podstawie staropołabski dialektalny teonim rekonstruuje się jako *Svątevit, który w polskiej literaturze kalkuje się jako Świętowit.
W literaturze dominuje pogląd, jakoby ‎*svętъ w języku prasłowiańskim oznaczał ‘silny, mocny’, a dopiero pod wpływem chrześcijaństwa zyskał religijne znaczenie ‘święty’. Taki pogląd wyrażali Aleksander Brückner, Stanisław Rospond i wielu innych.
Współcześnie jednak pogląd ten bywa krytykowany i proponuje się, aby uznać znaczenie ‘święty’ za oryginalne, prasłowiańskie. Przeciwko wpływowi chrześcijaństwa na znaczenie słowa ‎*svętъ przeczy przede wszystkim jego etymologia: najbliżej spokrewnionymi słowami są litewskie šventas i staropruskie swints ‘święty’, które, podobnie jak prasł. ‎*svętъ, wywodzą się z prabałtosłowiańskiego ‎*śwentas. Blisko spokrewnione jest także awestyjskie spəṇta ‘święty’ i sanskryckie śwanta ‘spokojny’, ‘cichy’, ‘pewny siebie’. Dalej spokrewnione są także pragermańskie ‎*hunsla ‘ofiara’ oraz prawdopodobnie trackie *θιντ i praceltyckie ‎*penta. Słowo słowiańskie oraz słowa mu pokrewne wywodzą się ostatecznie z praindoeuropejskiego ‎*ḱwen- ‘świętować’. Rick Derksen rekonstruuje prasł. znaczenie jako ‘holy, sacred’, Marko Snoj jako ‘sanctus, sacer’ , Wiesław Boryś jako ‘będący przedmiotem czci religijnej, kultu’.
W literaturze naukowej tradycyjnie teonim dzieli się morfologicznie jako Święto-wit – w drugiej części znajdować ma się przyrostek -wit (domniemane prasł. ‎*-vitъ) oznaczający ‘pan, władca, bohater’. Przyrostek ma się wywodzić od wiciądz (prasł. ‎*vitędzь) o germańskiej etymologii. Część badaczy odrzucało jednak związek przyrostka z wiciądzem właśnie ze względu na germańskie pochodzenie tego słowa; część badaczy wiązała przyrostek ze słowem witać (prasł. ‎*vitati) ‘zapraszać, życzyć zdrowia’ lub hipotetycznym czasownikiem ‎*viti. W zależności od tego, jakie pierwotne znaczenie słowa święty przyjmuje dany badacz, teonim ten tłumaczony jest np. jako ‘Mocny bohater’, ‘Silny władca i pan’ lub ‘Święty zwycięzca’, ‘Święty pan’. Część badaczy dzieli też teonim jako Święt-owit, gdzie przyrostek -owit oznacza ‘kto ma dużo (czegoś)’, ‘charakteryzujący się (czymś)’, a teonim Świętowit ma znaczyć ‘Ten, u którego jest dużo tego, co jest święte’.

### Inne propozycje
Brückner uznał odczytanie imienia za problematyczne. Ostatecznie zasugerował możliwość związku z hipotetycznym słowem świętowity ‘święty’, taką interpretację odrzucił jednak Stanisław Urbańczyk. Materiał źródłowy potwierdza jednak istnienie tego typu słów w językach słowiańskich, por. białoruski dialektalny swiatowyj ‘święty’, ros. swiatowyj ‘święty’, ukr. *swiatowoj ‘święty’, prawdopodobnie też staropolskie *świętowa ‘święty’, wszystkie ze słow. *svętovy. Jeżeli ta etymologia jest prawdziwa, to teonim składa się przymiotnika *svętovy oraz przyrostka ‎*-itъ(jь).
Proponowano także, by znaczenie pierwszej części teonimu tłumaczyć np. jako ‘świat’ lub ‘światło’, lecz taka interpretacja została odrzucona przez językoznawców. Całkowicie niepoprawnym odczytem jest Światowid, ‘Bóg widzący cztery strony świata’, wymyślony przez dziewiętnastowiecznych romantyków polskich.

## Źródła
Świętowit wymieniany jest przez trzy źródła: główne informacje podawane są przez Kronikę Słowian Helmolda i Gesta Danorum Saxo Gramatyka; wymienia go także Knýtlinga saga. Najobszerniej o Świętowicie pisze Saxo, jego opis kultu jest najdłuższym znanym tekstem o wierzeniach Słowian. Fragment opisu Saxona:

Środek grodu zajął plac, na którym widziałeś wcale piękną bożnicę z drzewa, słynną nie tylko dla okazałej służby, ale i dla posągu w niej umieszczonego. Zewnętrzny obwód bożnicy ciekawił rzeźbami i malowidłami rozmaitymi bardzo pierwotnymi. Otworem w nim stało dla przychodniów tylko jedno wejście. Samą świątynię otaczał rząd podwójny: zewnętrzny, ze ścian, o dachu czerwonym; wewnętrzny, tylko o czterech słupach, miał zamiast ścian kobierce zwieszone, a podzielał z zewnętrznym tylko dach i kilka belek poprzecznych. W świątyni stał olbrzymi posąg, przewyższający wielkością wszelkie rozmiary ciała ludzkiego, rażący czterema głowami i tyluż szyjami; dwie w przód, dwie w tył patrzyły, jedna głowa na prawo, druga na lewo. Wąs był tak ogolony, a głowa tak przystrzyżona, że umyślnie wyraził artysta fryzurę u Rugian zwyczajną W prawej ręce trzymał róg urobiony z wszelakiego kruszcu, który kapłan świadomy obrzędu dorocznie winem nalewał, aby móc z płynu wróżyć o urodzaju przyszłego roku. Lewe ramię opierało się o bok niby zgięciem. Suknia posągu sięgała goleni, z drzewa innego urobionych, a tak nieznacznie w kolana wpojonych, żeś tylko przy starannych oględzinach dojrzał miejsca znitowania. Nogi spoczywały wprost na ziemi, gdyż sama podstawa była w ziemi ukryta. Obok widziałeś wędzidło, siodło i liczne odznaki; miecz niezwykłej wielkości powiększał dziw, którego pochwę i rękojeść pysznej roboty srebro zalecało.

[...] Każdy, mężczyzna czy kobieta, rocznie jeden grosz dobrowolnie na cześć bałwana składali. Jemu też ofiarowano trzecią część zbroi i zdobyczy nieprzyjacielskiej, jakby to za jego pomocą rzeczy tych zdobyto. Przydzielono dalej temu bogu trzysta koni i tyleż ich jeźdźców; ci całą zdobycz, zbrojnie czy ukradkiem nabytą oddawali kapłanowi; z tej zdobyczy sporządzał on wszelkie odznaki 1 ozdoby dla świątyni, a składał je do skrzyń pod zamknięciem, gdzie obok mnóstwa pieniędzy złożone były liczne drogie materie, starzyzną odleżałe. Było tam dalej widać mnóstwo podarunków od gmin czy od osób prywatnych, jakie zniosły tu przyrzeczenia tych, co upraszali o jakąś łaskę. A ten bałwan, czczony zabiegami całego Słowiaństwa, i sąsiedni królowie darami swojemi nachodzili. Po różnych miejscach miał ten bóg jeszcze inne świątynie, rządzone przez kapłanów mniejszych godności i znaczenia.

[...] Miał oprócz tego własnego wierzchowca białosza, a za grzech uchodziło wyrywać włos z grzywy czy ogona. Tylko kapłan śmiał tego konia paść i jeździć na nim, aby nie zmniejszyła się zwierza oskiego cena, gdyby go częściej zażywano. Wedle wiary Rugian walczył Świętowit, bo tak się bałwan nazywał, na tym koniu przeciw wrogom swej czci, a dowodziło tego, że koń, acz na noc zamknięty w swej stajni, rano nieraz tak zziajany, a ubłocony wyglądał, jakby w powrocie z wyprawy bardzo znaczną przebiegał drogę

– Saxo Grammaticus, Gesta Danorum

## Świętowit a Święty Wit
Według części badaczy teonim Świętowit rzekomo wywodzi się od Świętego Wita. Zwolennicy tej teorii powołują się na Helmolda, który przywołuje tzw. korbejską legendę w dwóch wersjach (w pierwszej wersji nazywa ją „starożytną opowieścią”, w drugiej „lichą baśnią”), według której plemię Ranów zamieszkujące Rugię miało zostać schrystianizowane w IX w., a następnie porzucić chrześcijaństwo i ubóstwić czczonego tam Świętego Wita:

Tradycja bowiem starodawna głosi, że w czasach Ludwika II wyszli z Korbei mnisi odznaczający się świętością, którzy pragnąc zbawienia Słowian narazili się na niebezpieczeństwo i zaryzykowali swoje życie dla posłannictwa Słowa Bożego. Przewędrowawszy wiele krain słowiańskich przyszli oni do tego plemienia, które nazywa się Ranami albo Rugianami, a które mieszka w sercu morza. Tam mieści się ognisko błędów i znajduje się siedziba bałwochwalstwa. Misjonarze pełni zapału głosząc Słowo Boże zjednali sobie całą wyspę i założyli tamże kaplicę ku czci Pana i Zbawcy naszego Jezusa Chrystusa, jak i ku wspomnieniu św. Wita, który jest patronem Korbei. Skoro zaś za wolą Bożą w zmienionej sytuacji Ranowie odpadli od wiary, wypędzili natychmiast kapłanów oraz wiernych Chrystusa i zamienili religię na bałwochwalstwo. Albowiem świętemu Witowi, którego my uznajemy za męczennika i sługę Chrystusowego, oddają oni cześć boską, stawiając wyżej stworzenie od Stwórcy. Nie ma też pod słońcem barbarzyńców, którzy by większą odczuwali odrazę do chrześcijan i kapłanów niż oni. Chełpią się zaś samym imieniem świętego Wita, któremu nawet poświęcili wspaniałą świątynię z posągiem; przypisują mu przede wszystkim pierwsze miejsce w rzędzie bóstw. Z wszystkich też krajów słowiańskich przychodzą tam [ludzie] z zapytaniami do wyroczni i płyną roczne opłaty na ofiary. Nawet kupcom, którzy by przypadkiem do nich przybyli, nie pozwalają na rozpoczęcie handlu, zanim bóstwu nie ofiarują czegoś cenniejszego ze swoich towarów; wtedy też dopiero wolno wystawić towary publicznie na targu. Kapłana swego czczą nie mniej niż króla. Od tego to czasu, gdy odpadli od wiary świętej, wspomniane bałwochwalstwo utrzymuje się u Ranów aż do dnia dzisiejszego .

– Helmold, Kronika Słowian

Taki pogląd podawali np. Evelino Gasparini czy Henryk Łowmiański, przy czym Łowmiański odrzucał autentyczność legendy. Zamiast tego proponował hipotezę, wedle której kult Świętego Wita miał dostać się z Pragi do Brenny – stamtąd pochodziła Drahomira, matka Wacława I, fundatora Kościoła św. Wita w Pradze – tam zaakceptowany przez tolerancyjnych Słowian jako bóstwo, po upadku Brenny miał dostać się na Rugię.
Pogląd o chrześcijańskim pochodzeniu Świętowita odrzucany jest przez większość badaczy i historyków. Na ogół uważa się, że ta legenda została wymyślona w XII wieku, by uzasadnić polityczne roszczenia wobec Rugii, znane już od połowy XI wieku. Przede wszystkim niemożliwe jest, aby w IX w. nastąpiła chrystianizacja Połabia, ani tym bardziej Rugii – pierwsze dokumenty poświadczające chrystianizację Rugii pojawiają się dopiero po upadku słowiańskiej Arkony w 1168/1169 r., chociaż ówcześni kronikarze chętnie opisywali chrystianizację jakichkolwiek pogan – o chrystianizacji Rugii nie wspomina też Widukind z Korbei (Dzieje Sasów) ani Adam z Bremy (Gesta Hammaburgensis ecclesiae pontificum). Argumentem przeciwko takiej pożyczce są też imiona o podobnej budowie, np. Milowit, Radowit, Siemowit itd. Niejasne jest też, dlaczego Słowianie mieliby uznać mało popularnego świętego za bóstwo naczelne. Sam kult św. Wita na Połabie został przeniesiony z Pragi, nie z Korbei.
Niejasna jest geneza tej legendy. Helmold wspomina o misji chrystianizacyjnej na Rugii, lecz nie o trybucie, a klasztor nie wzmiankuje o misji, wspomina jednak o uprawnieniu do pobierania trybutu z Rugii. Pierwszym, który miał wspominać o utracie prawa Korbei do Rugii, był opat Saracho (zm. 1071), lecz jest to prawdopodobnie późniejsza interpolacja. Pierwszą wiarygodną, choć pośrednią, informacją o rugijskim trybucie podały Roczniki korbejskie, które opisują wyprawię księcia Lotara III w 1114 przeciw związkowi Luciców. Pokonane plemię Czrezpienian przyznało, że kiedyś płaciło św. Witowi w Korbei (gdzie od 836 r. znajdowały się jego relikwie) trybut w postaci skór lisich lub monet. Według Łowmiańskiego to przyznanie się do płacenia trybutu było zmyśleniem, które miało złagodzić gniew Lotara, ponieważ brak jakichkolwiek dowodów na płacenie przez Czrezpienian trybutu przed tą datą. Według Romana Zaroffa jednak ta informacja także jest fałszerstwem; według Janisława Osięgłowskiego legenda powstała ok. 1110–1114 r. i została zapoczątkowana przez mnichów z Korbei znających język słowiański, którzy uczestniczyli w wyprawie wojennej Lotara. Gdy dowiedzieli się o wyspie i o korzyściach, jakie mogą płynąć z jej posiadania, podobieństwo słów Świętowit i święty Wit skłoniło ich do stworzenia legendy. Jacek Soszyński twierdzi jednak, że legenda ta powstać mogła jeszcze wcześniej, lecz pierwszy raz została praktycznie zastosowana dopiero w 1114 r. Według Stanisława Rosika informacje o Świętowicie, którego kult dominował u Słowian pomorskich po upadku Radogoszczy, mogły przedostać się do Korbei przez kupców obciążonych datkami dla Świętowita lub powracających jeńców wojennych, którzy byli porywani przez słowiańskich piratów. Osoba, która tłumaczyła teonim, potrafiła przetłumaczyć jego pierwszą część jako odpowiadającą łacińskiemu sanctus, nie potrafiła jednak przetłumaczyć drugiej części (-wit), co przy średniowiecznej tendencji do etymologizacji skutkowało legendarną identyfikacją.

### W Serbii
W niektórych publikacjach pojawia się informacja, jakoby Świętowit był czczony także w Serbii (i Chorwacji), czego dowodem ma być święto Vidovdan (dosł. ‘dzień św. Wita’). Święto to, które było pierwotnie związane ze św. Witem, wraz z czasem zostało zapomniane, a swoją popularność zaczęło odzyskiwać w 1818 r. po publikacji Srpskiego rječnika Vuka Karadžića, gdzie Vidovdan wzmiankowany jest jako dzień bitwy pod Kosowem. Od połowy XIX w., wraz z narastaniem serbskiego romantyzmu, święto to wśród wszystkich Serbów zaczęło symbolizować bohaterstwo narodu w walce przeciwko Imperium Osmańskiemu. W 1864 r. święto to powróciło do kalendarza kościelnego, lecz wtedy święto było traktowane głównie jako dzień upamiętniający bitwę pod Kosowem i śmierć księcia Łazarza. Z tego powodu w literaturze naukowej pojawiały się nawet informacje, że Vidovdan w ogóle nie jest związany ze św. Witem.
Pod koniec XIX w. w swojej książce Natko Nodilo przypisuje kult Świętowita wszystkim Słowianom, którego kult miał celowo zostać zastąpiony przez świętego o podobnym imieniu, by ułatwić chrystianizację. Na podstawie tej książki Miodrag Popović dowodzi pogańskiego pochodzenia święta. Na Popovića powołują się później Mile Nedeljković, według którego Vidovdan to święto bóstwa Vid, a mit kosowski rozwinął się obok kultu tego bóstwa, a także etnolodzy Dušan Bandić i Mila Bosić. Także współcześnie pogląd o kulcie Świętowita wśród Serbów i Chorwatów pojawia się w dyskusji; często stylizuje się jego imię jako Svetovid lub Vid, by upodobnić imię do toponimii i innych nazw własnych (np. Vidova Gora ), które mają być pozostałością po jego kulcie. Jednak teoria o znajomości boga Świętowita u Słowian południowych nie może być zaakceptowana – w środowisku naukowym powszechnie uważa się, że bóg Świętowit znany był tylko Słowianom połabskim i nie miał zasięgu ogólnosłowiańskiego, a serbsko-chorwacka toponimia i nazwy własne odnoszą się do św. Wita (serb. Свети Вид, Sveti Vid).

## Kult

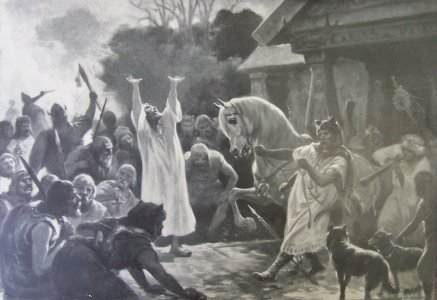
Wróżba przed bitwą, Józef Ryszkiewicz, 1890

Raz do roku odbywało się duże święto polegające na uczcie ku czci boga. Dzień wcześniej kapłan sprzątał świątynię, bacząc, by wewnątrz świątyni nie wypuścić tchu, aby nie skalać oddechem ludzkim obecności boga. Święto odbywało się po zbiorze plonów. Po zebraniu się tłumu przed świątynią składano w ofierze zwierzęta, a następnie organizowano ucztę. Następnego dnia tłum zbierał się przed świątynią, a kapłan sprawdzał ilość alkoholu w rogu umiejscowionym w posągu boga – jeżeli ubyło wlanego wcześniej alkoholu, przepowiadało to nieurodzaj i kapłan nakazywał robić zapasy, jeżeli nie ubyło, kapłan wieszczył dobre plony na przyszły rok. Następnie kapłan wylewał trunek z rogu pod nogi posągu i nalewał świeży, prosząc jednocześnie o dostatek dla siebie i ludu. Kapłan kończył obrzęd, upijając duży łyk z rogu, następnie ponownie go uzupełniając i umiejscawiając w posągu.
Znany jest także obrzęd związany z okrągłym kołaczem dużej wielkości doprawianym miodem, który kapłan stawiał przed sobą i pytał zebranych przed sobą ludzi, czy go widzą. Gdy tłum odpowiadał, że go widzi, kapłan życzył mu, by w następnym roku nie mógł go zobaczyć, co równało się życzeniu większych plonów.
Kapłan upominał lud, by składał bogu ofiarę, co miało zapewnić pomyślność. Słowianie dobrowolnie przekazywali Świętowitowi jeden grosz rocznie. Bogu oddawano także ⅓ zdobytej zbroi wrogów. Dary bóstwu składać mieli także sąsiedni królowie, np. król duński o imieniu Swen, prawdopodobnie Swen III Grade, który ofiarował mu drogocenny puchar. Podatkami na cześć Świętowita obłożeni byli kupcy, którzy przybywali, by handlować na Rugii.
Świętowitowi poświęcony był biały koń. Bóg sam miał nocą dosiadać tego konia, by walczyć z wrogami, czego dowodził fakt, że rankiem koń bywał zasapany i zabrudzony. Konia mógł dosiadać tylko kapłan, by nie umniejszać wartości wierzchowca, a wyrwanie włosa z grzywy lub ogona uważano za grzech. Koń ten także służył do wróżenia: kapłani ustawiali trzy rzędy włóczni grotami w dół, gdzie każdy rząd włóczni był ze sobą skrzyżowany, jeżeli koń przekraczał te rzędy włóczni prawą nogą, to oznaczało to pomyślność w planowanej bitwie lub napadzie, jeżeli lewą, bitwę odwoływano.

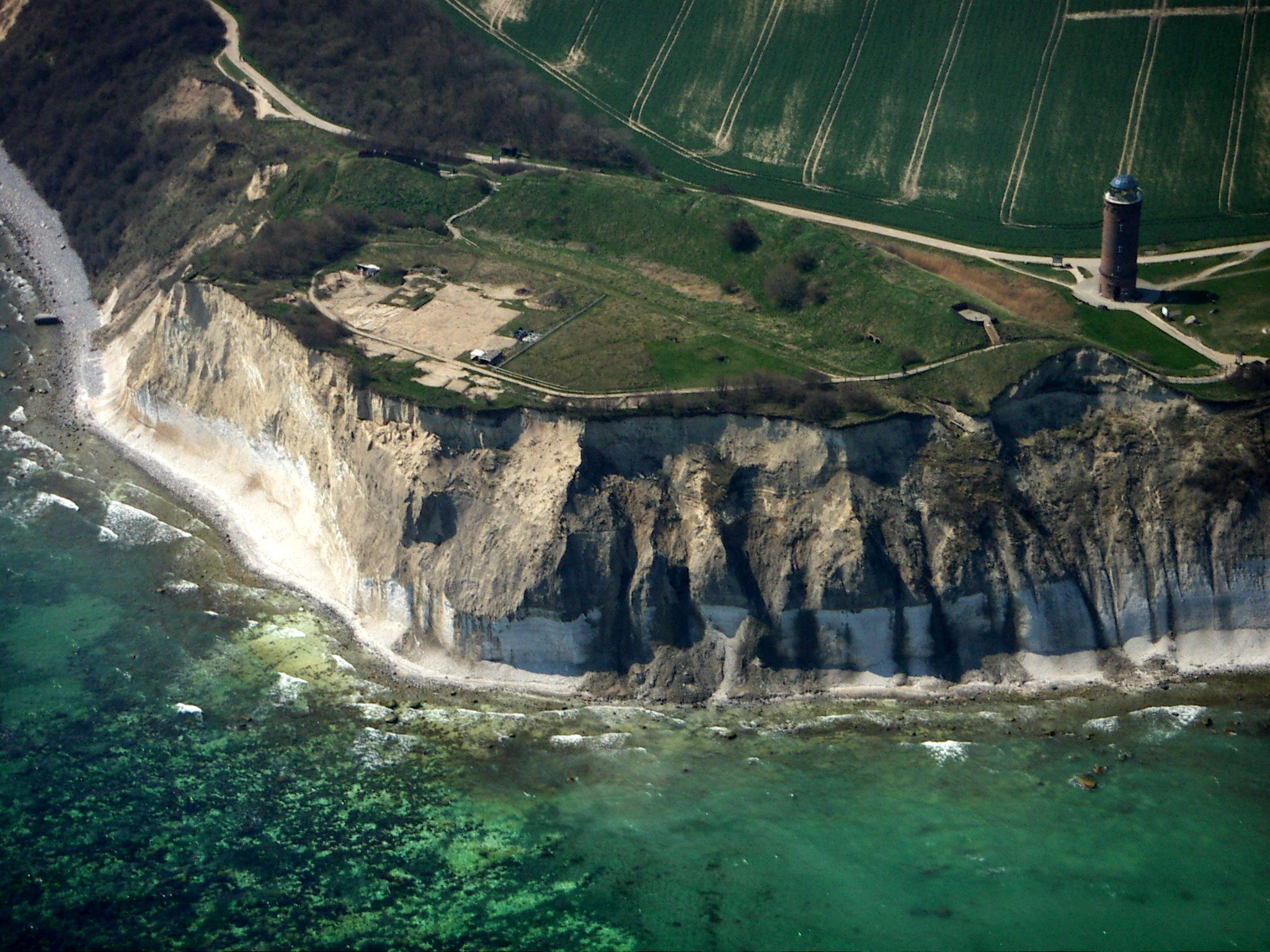
Pozostałości grodu w Arkonie. Niszczenie linii brzegowej postępuje w tempie 0,3–0,5 m rocznie

Saxo podaje, że bogu poświęcona była także stanica (łac. stanitia, por. kaszub. stanica ‘flaga, chorągiew, bandera, proporzec’) oraz orły. Saxo nie opisuje, czym dokładnie były orły, lecz znajdowały się one po dwóch stronach stanicy, która znajdowała się na wieży bramy (w kierunku wschodnim) jedynego wejście do grodu na Arkonie. Kronikarz opisuje dokładniej chorągiew: miała ona być dużych rozmiarów oraz wyjątkowej barwy. Chorągiew ta była też swego rodzaju godłem Rugian, doznawała czci prawie boskiej, była święta i należała do bóstwa. Według kronikarza flaga nadawała ludziom ją posiadającym możliwość łupienia miast, niszczenia świątyń czy domów bez ponoszenia konsekwencji, a także wykonywania sądów. Brama, na której znajdowała się stanica i orły, była prawdopodobnie swego rodzaju ołtarzem. Stanica ta spłonęła podczas oblężenia Arkony.
Kult Świętowita oficjalnie upadł w czerwcu 1168 r. po zdobyciu Arkony przez Duńczyków dowodzonych przez króla Waldemara I i biskupa Absalona.

Wówczas nakazał on ściągnąć ów starożytny posąg Świętowita, czczony przez wszystkie ludy Słowian, i rozkazał założyć powróz na jego szyi, ciągnąc na oczach Słowian pośród wojska, na koniec rozbić na kawałki i wrzucić do ognia. Zniszczył też miejsce święte, niwecząc cały jego kult, a bogaty skarbiec złupił.

– Helmold, Kronika Słowian

Gród, w którym znajdowała się świątynia, znajdował się na wyspie Rugia, na północno-wschodnim półwyspie Wittow, na skraju przylądku Arkona. Pozostałości świątyni nie zachowały się do czasów współczesnych, zostały wchłonięte przez morze. Podczas ostatnich badań archeologicznych (XX i XXI w.) odnaleziono przedmioty kupieckie i militarne, co potwierdza wysoką rangę grodu, a także pozostałości po ofiarach z ludzi.

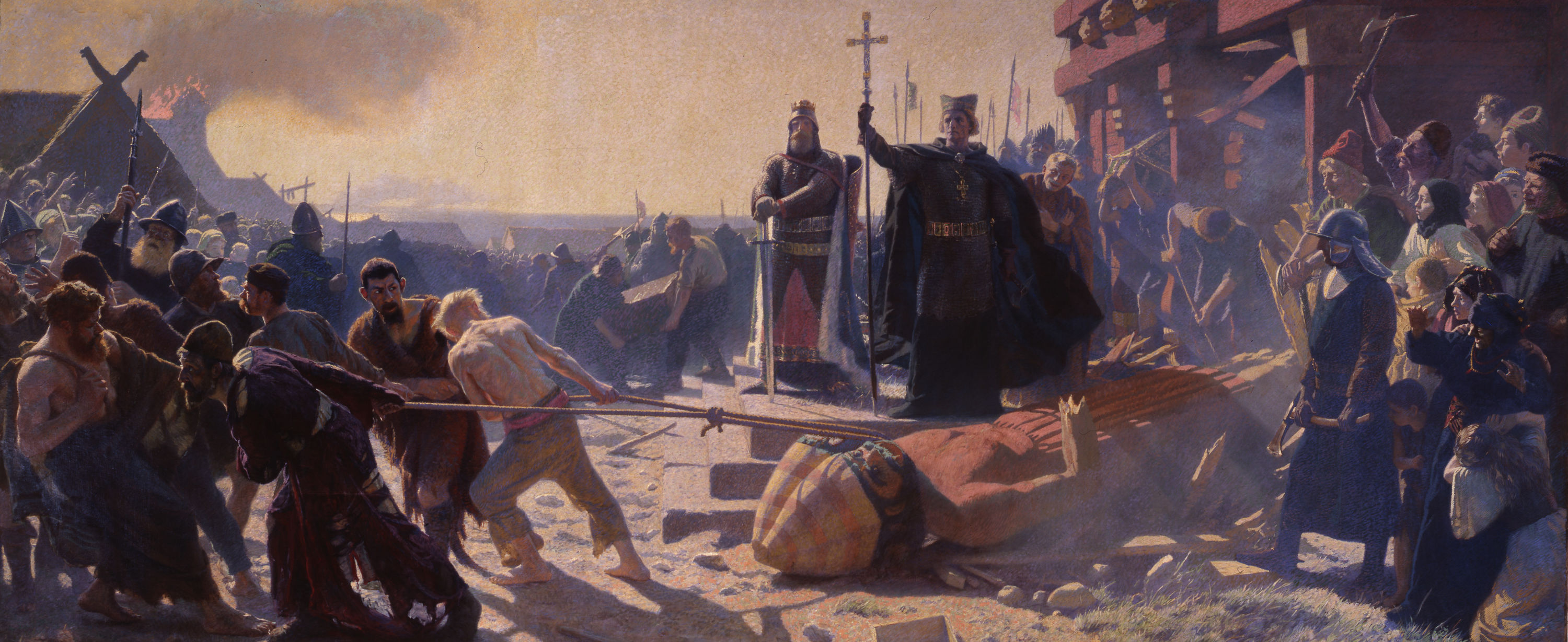
Duński biskup Absalon niszczy posąg słowiańskiego boga Świętowita w Arkonie, Laurits Tuxen

## Mitologia porównawcza i interpretacje

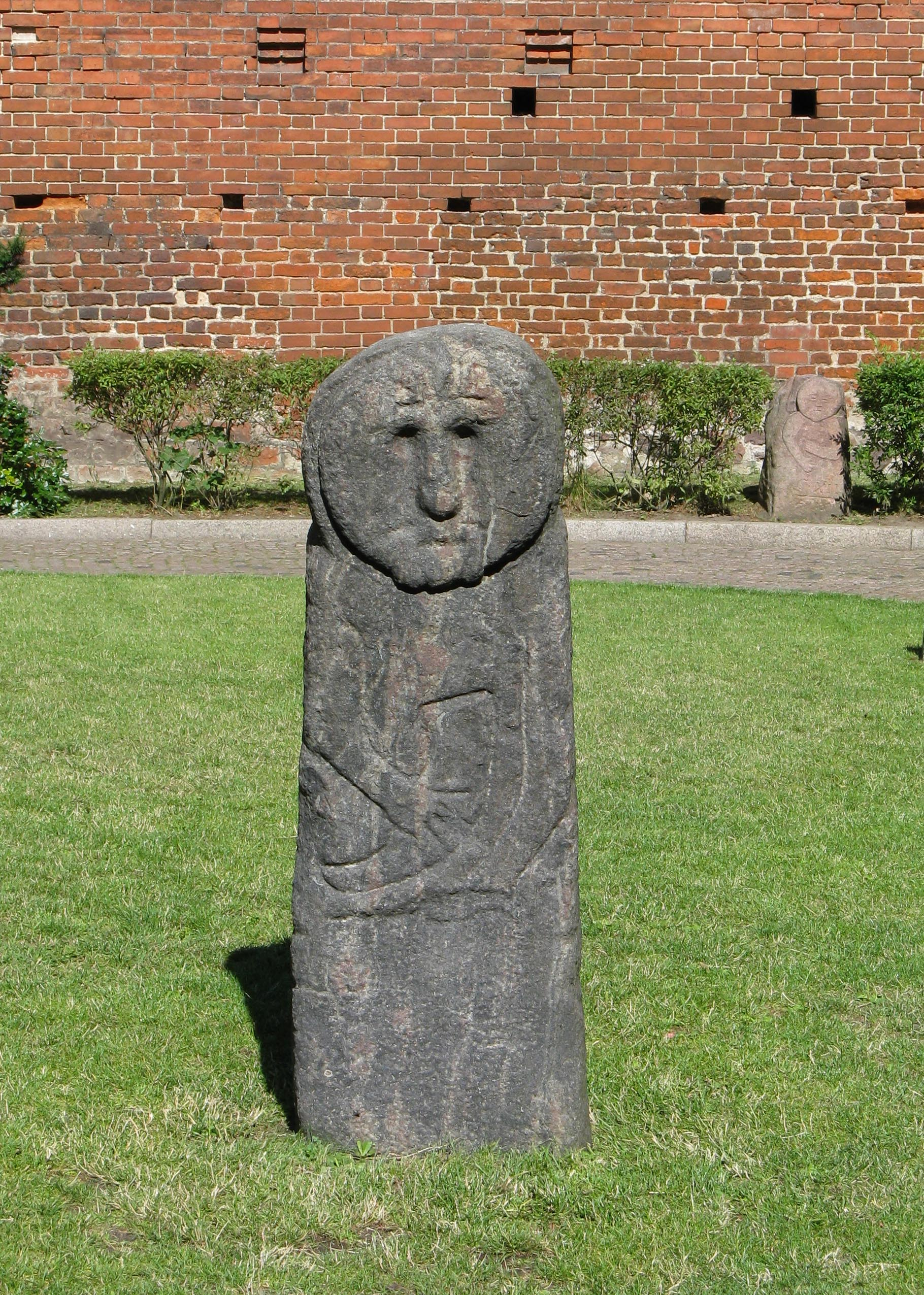
Baba pruska na dziedzińcu Zamku Kapituły Warmińskiej w Olsztynie

Motyw zajeżdżania koni w nocy znano na terenie całej Słowiańszczyzny, jednak odpowiadały za niego demony. Ogólnosłowiański jest także rytuał chowania się za kołaczem, poświadczony na Ukrainie, Białorusi, w Hercegowinie i w Bułgarii. Wróżby przy pomocy konia znane były także Germanom (według Tacyta), Bałtom, Rusom i w religii awestyjskiej. Nieoddychanie w świątyni pojawia się także w zaratusztrianizmie, gdzie służy uniknięciu skażenia świętego ognia. Orły, jeżeli znajdowały się po dwóch stronach chorągwi, mają swoją analogię w pieczęciach polskich, gdzie postać księcia znajduje się między dwoma orłami, a okazałe ptaki często znajdowały się w hełmie księcia, co wiąże się ze sferą władzy. O używaniu chorągwi w kontekście religijnym przez Słowian połabskich pisał wcześniej Thietmar (chorągiew Swarożyca w Radogoszczy i chorągiew nieznanej bogini Lutyków).
Aleksander Gieysztor dokonał szerokiej analizy porównawczej kultu Świętowita z innymi kultami indoeuropejskimi, co skłoniło go do uznania Świętowita za boga naczelnego i gromowładnego, połabską hipostazę, „maskę” Peruna. Cztery głowy Świętowita odpowiadają liczbie 4, która związana jest z gromowładnymi: u Bałtów czwartek był związany z Perkunem, u Rzymian czwartek nazywany był Iovis dies (‘dzień Jowisza’), a u Germanów Donnerstag/Thursday (‘dzień Thora’). U Bałtów w czwartki nie wolno wykonywać niektórych prac kobietom, a małżeństwom zawartym w ten dzień prorokowano szczęście. Ponadto Perkun władał czterema stronami świata i posiadał cztery oblicza. Obrzęd z poświęceniem alkoholu Świętowitowi wiąże z funkcją boga naczelnego: wedyjski Indra pił dużo somy, która dodawała mu sił, Jowiszowi poświęcano winogrono, a germański Odyn upijał się najlepszymi miodami. Róg Świętowita uznaje Gieysztor za symbol władzy, rytuał wymiany alkoholu porównuje do rytuału poświęconemu Jowiszowi z I w. p.n.e. opisanemu przez Marka Terencjusza Warrona, a samo wieszczenie z napoju ma być wspólne dla wielu Indoeuropejczyków. Kołacze obrzędowe mają genezę indoeuropejską – w Rzymie kołacze nazywano summanalia, z czego wywodzi się przydomek Jupiter Summanus, kołaczy używano także w rytuałach w Indiach. Związek Świętowita z plonami łączy też ze świętem Jowisza, epulum Iovis, odbywającym się 13 września, związanym z zakończeniem zbiorów. Wróżby przepowiadające powodzenie w wojnie przy pomocy konia i włóczni porównuje do włóczni Marsa schowanych w jego sacrarium w Regii, których poruszenie się wróżyło pokój lub wojnę. Samo wypowiadanie wojny należało jednak do Jowisza – jego kapłan odprawiał ceremonię wypowiadania wojny, która kończyła się rzutem włóczni (hasta ferrata) na terytorium wroga. Oprócz Świętowita hipostazami Peruna mają według niego też być Jarowit i Rujewit.
Świętowita za hipostazę Peruna uważali też Wiaczesław Iwanow i Władimir Toporow. W Peryni znajdowała się świątynia Peruna. Posąg tego boga znajdował się pośrodku koła, na brzegach koła ustawione były cztery paleniska zorientowane na cztery strony świata, a pomiędzy nimi dodatkowe cztery paleniska. Każde główne palenisko mogło służyć jako ołtarz poświęcony innej hipostazie Peruna; we wschodnim palenisku było więcej węgla niż w pozostałych. Według Iwanowa i Toporowa może to odpowiadać czterem głowom Świętowita i czterem kolumnom w świątyni oraz wschodniej orientacji świątyni w Arkonie.
Świętowita za połabską hipostazę Peruna uznał także Radoslav Katičić. Odrzucał on kult rzekomy Svetovida lub Vida w Serbii jako nieuzasadniony, jednak niezależnie od tej teorii uznaje on, że św. Wit w Serbii zastąpił kult Peruna, na co wskazuje kult tego świętego .
Z kolei Andrzej Szyjewski uznawał Świętowita za boga wegetacji i płodności, który posiadał także cechy słoneczne, był słońcem-bohaterem, posiadającym białego konia. Wraz z czasem zyskał on cechy wojenne. Według Aleksandra Brücknera Świętowit, Trzygłów, Swaróg i Dadźbóg to jedno i to samo bóstwo czczone pod różnymi imionami, a Stanisław Urbańczyk uważał, że Świętowit zastąpił Swaroga, Swarożyca lub Peruna.

### Świętowit woliński

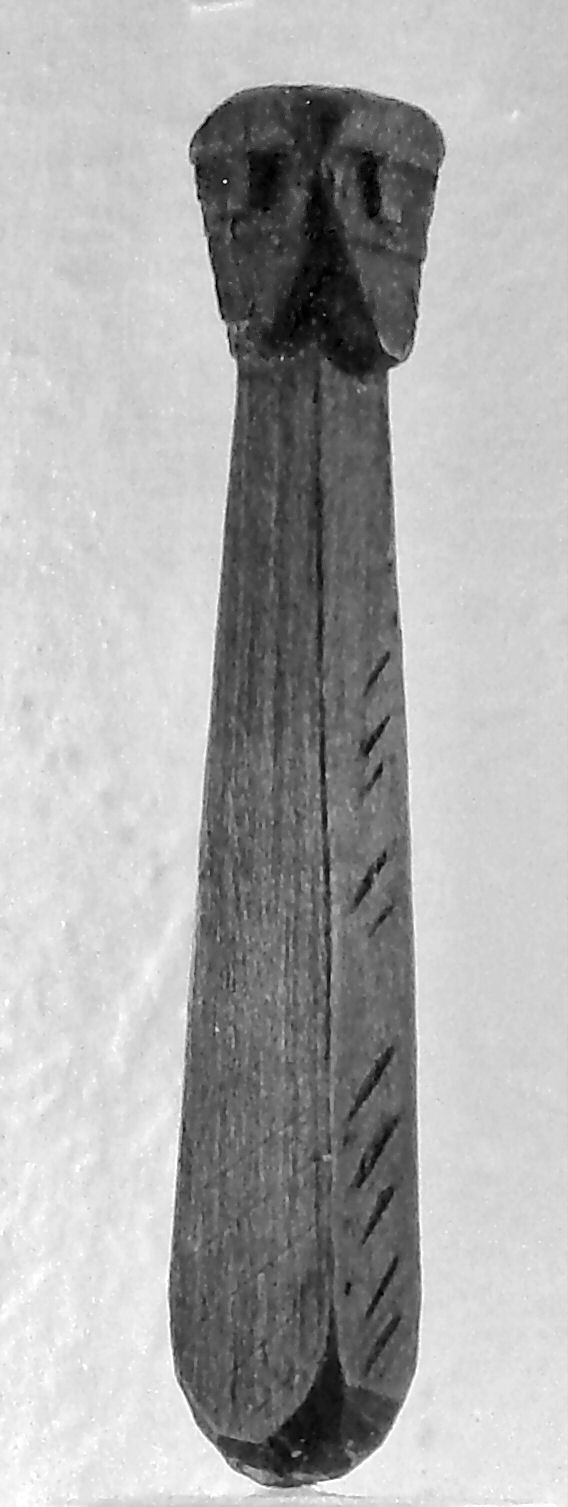
Świętowit woliński

Ze Świętowitem łączona jest także figurka znaleziona na wyspie Wolin, na której wyrzeźbione są cztery twarze spoglądające w cztery strony świata. Figurka ta ma 9,3 cm wysokości i została znaleziona w domu, który znajdował się w pobliżu budynku interpretowanego jako prawdopodobna świątynia. Datowana jest na drugą połowę IX w.

### Idol ze Zbrucza

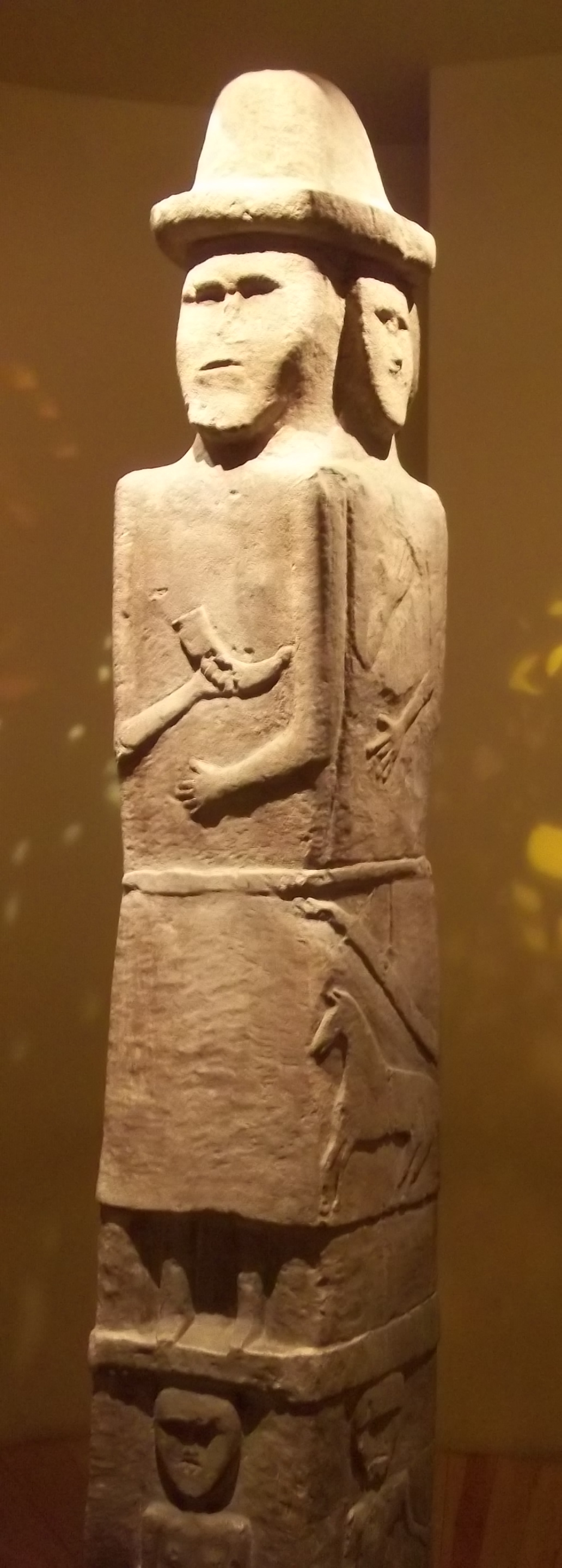
Idol ze Zbrucza

Część badaczy analogię do Świętowita widzi w idolu ze Zbrucza, tzw. Światowidzie. Posąg ten odnaleziony został w 1848 r. z dna Zbrucza, dopływu Dniestru. Jest to czworograniasty słup wapienny, na ogół datowany na IX–X wiek. Na czubku znajdują się cztery twarze skierowane w cztery strony świata. Niżej cztery strony pokryte są płaskorzeźbami, często interpretowanymi są jako konkretne bóstwa. Podzielone są one na trzy poziomy, które interpretowane bywają jako podział kosmologiczny. Jednakże istnieją rozbieżności co do interpretacji posągu, a także rozbieżne poglądy co do jego datowania, sama przynależność do kultury słowiańskiej również poddawana jest krytyce.

## W archeologii

### WAltenkirchen
W kościele w Altenkirchen (10 km od Arkony), w XIII-wiecznej ścianie zakrystii, znajduje się granitowa płyta o rozmiarach 1,19 × 1,68 m przedstawiająca mężczyznę z wąsem, w czapce i długiej szacie, trzymającego duży róg. Płyta niekiedy jest nawet datowana na X–XI w., chociaż wmurowana w ścianę została dopiero w XIII w. lub później; według Davida Chyträusa płyta ta znajdowała się tam już w 1586 r. i nosiła nazwę Jaromirstein (‘kamień Jaromira’). W XVIII płytę otaczał malowany, czarny napis Sanctus Vitus oder Svantevit (‘Święty Wit lub Świętowit’), współcześnie prawie całkowicie zatarty. Chyträus, za miejscowym podaniem, uważał płytę za przedstawienie Świętowita – w tradycji ludowej Rugii takie przekonanie trwało aż do XIX w.
Część badaczy uznawała, że płyta jest np. powtórnie użytą płytą nagrobną jakiegoś chrześcijanina, np. brata Jaromira, Ciecisława. Współcześnie jednak uznaje się to za mało prawdopodobne: brak symboliki chrześcijańskiej, deprecjonujące ułożenie (leżące, głową w dół) oraz róg i wąs, które były atrybutami boga wskazują, że płyta ta przedstawia Świętowita.

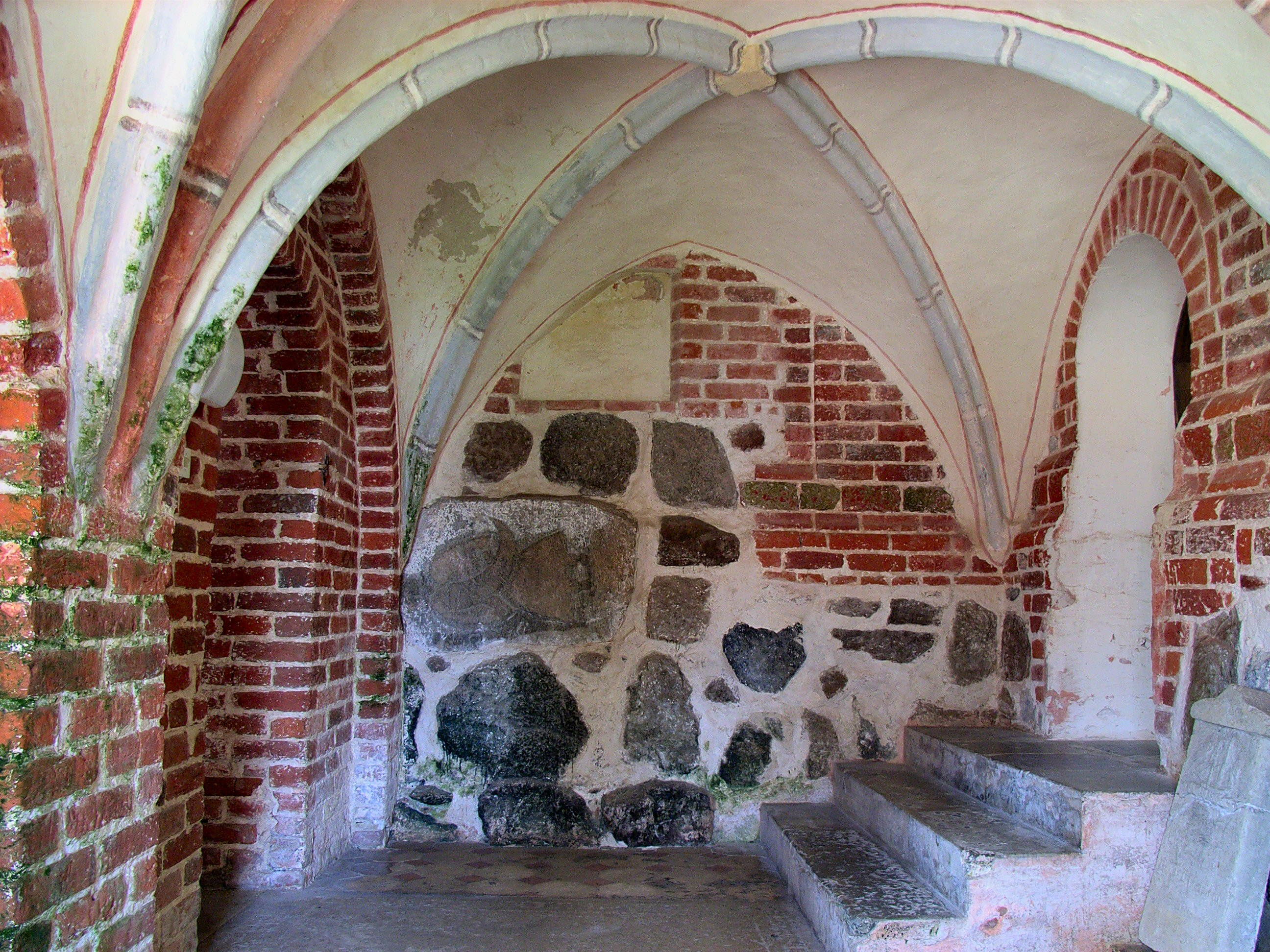
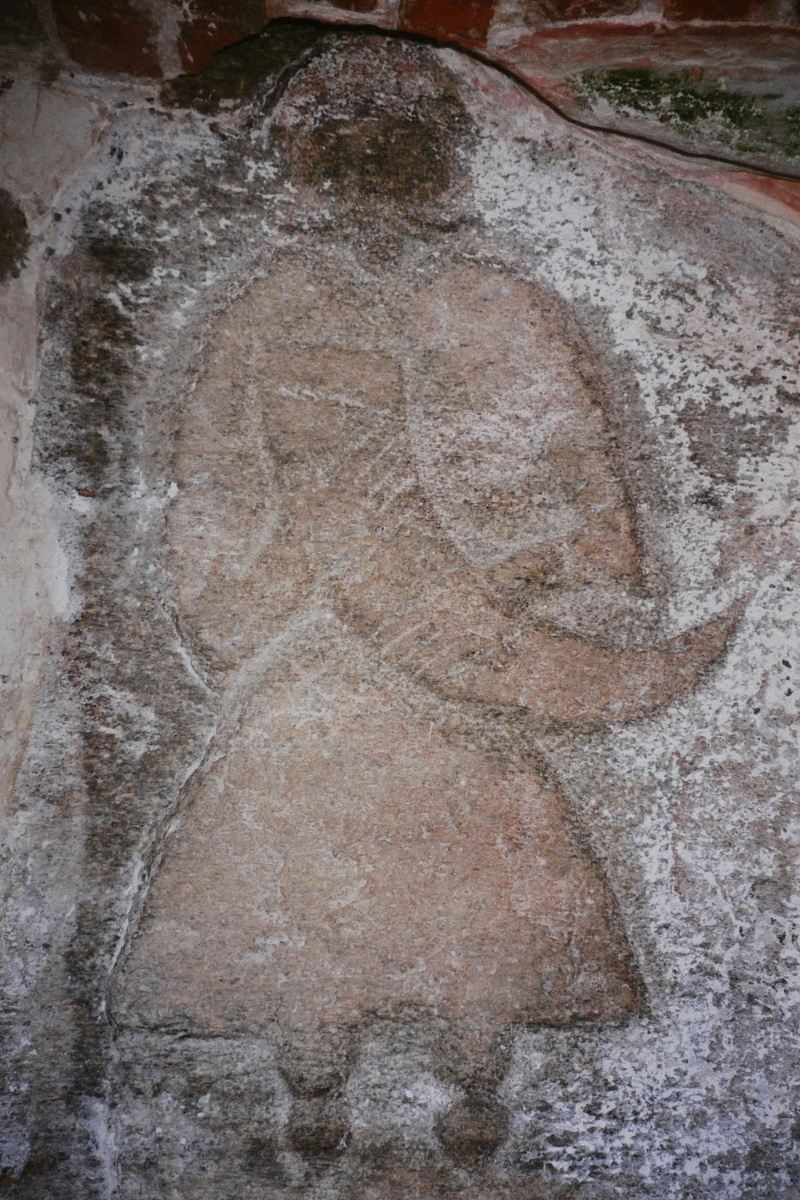
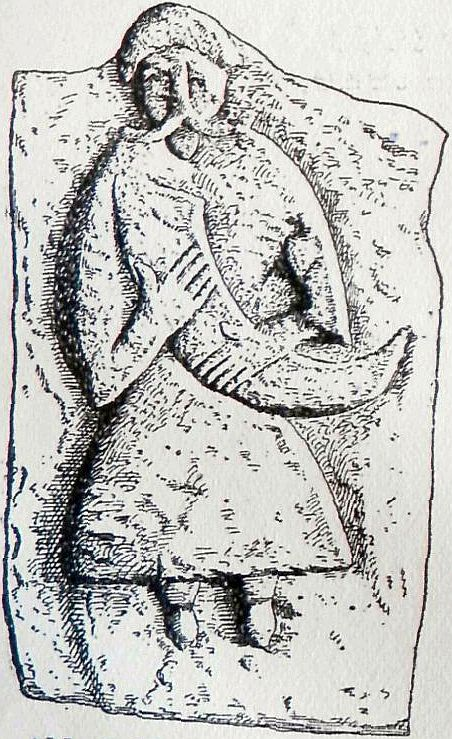

### WBergen
W kontekście Świętowita przywołuje się także podobnej wielkości granitową płytę wmurowana w zewnętrzną ścianę Kościoła Mariackiego w Bergen (dawna nazwa słowiańska: Góra). W płycie wyrzeźbiona jest postać (tzw. Mnich) ze złożonymi na piersi rękoma w których trzyma krzyż. Jednakże krzyż najprawdopodobniej znajduje się w miejscu skutego wcześniej rogu analogicznego do tego z płaskorzeźby z Altenkirchen.

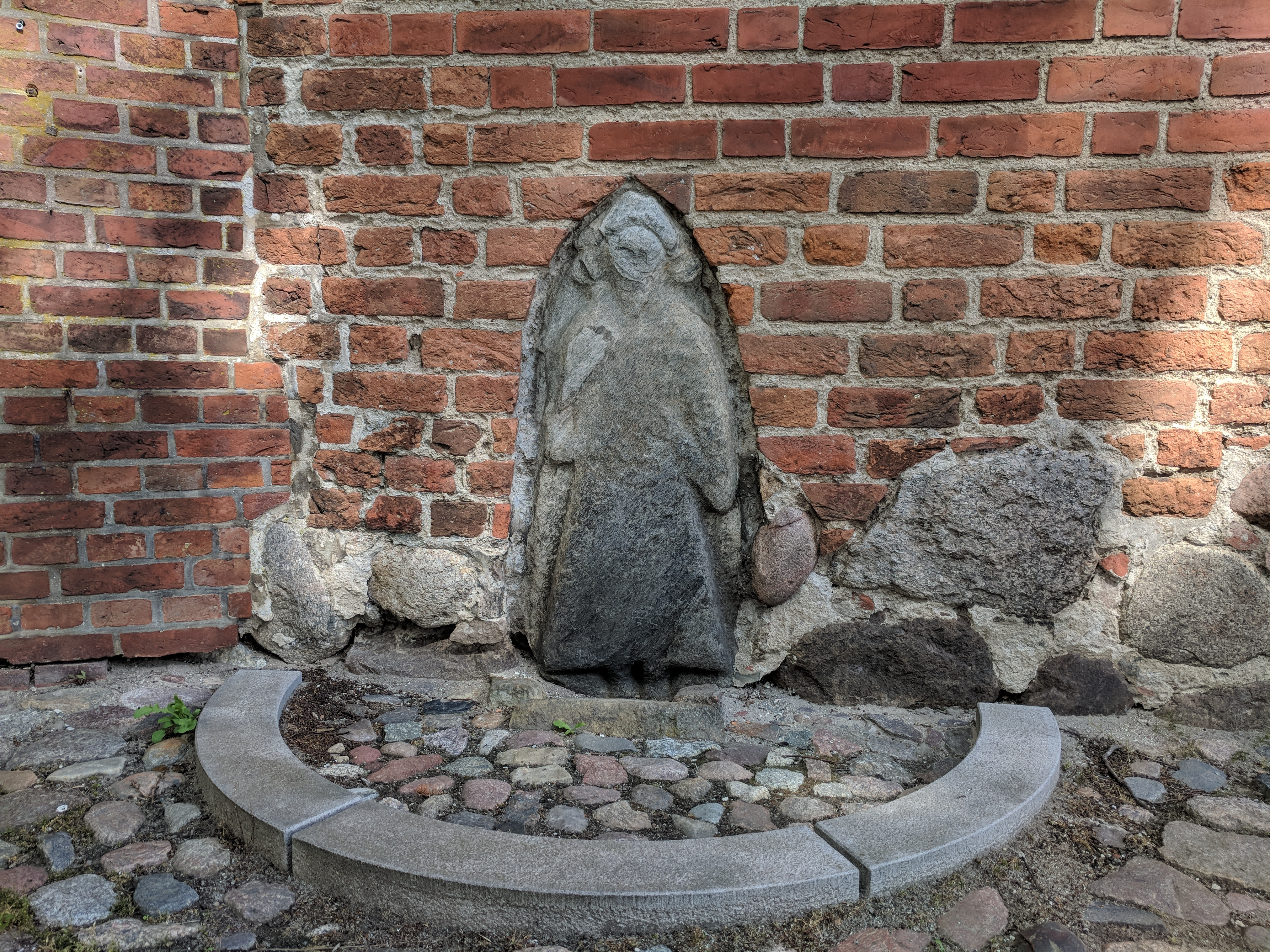
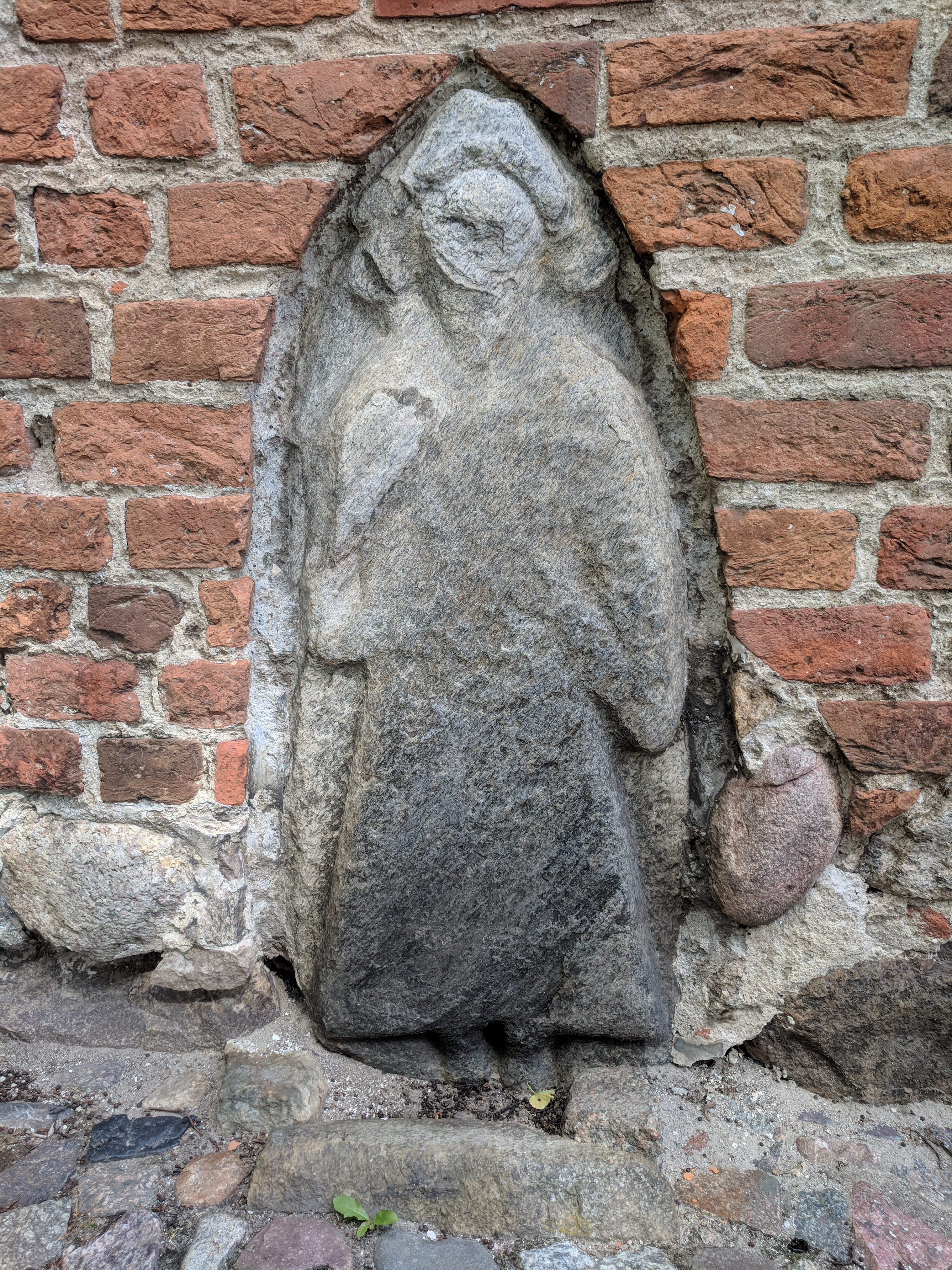

## Współcześnie
Współcześnie istniejącą wspólnotą, która odwołuje się do kultu Świętowita, jest Rodzimy Kościół Polski. Członkowie tego związku wyznaniowego uznają istnienie Boga Najwyższego (henoteizm), którym w ich mniemaniu jest właśnie Świętowit. W tym kontekście wspólnota ta opiera się na przekazie Helmolda i Prokopiusza, według których Słowianie znali pojęcie Boga Najwyższego.

## W sztuce

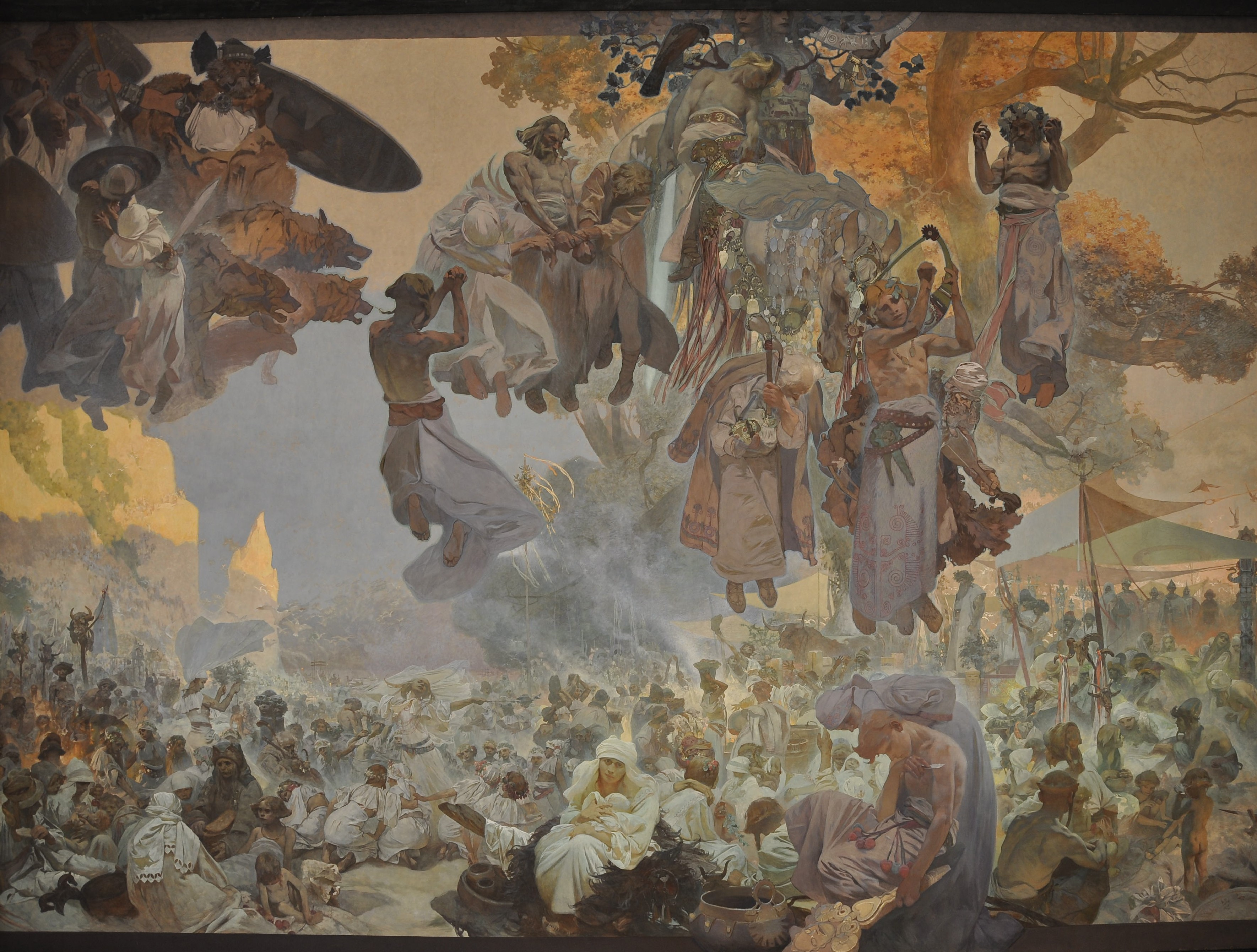
Święto Świętowita, Alfons Mucha, 1912
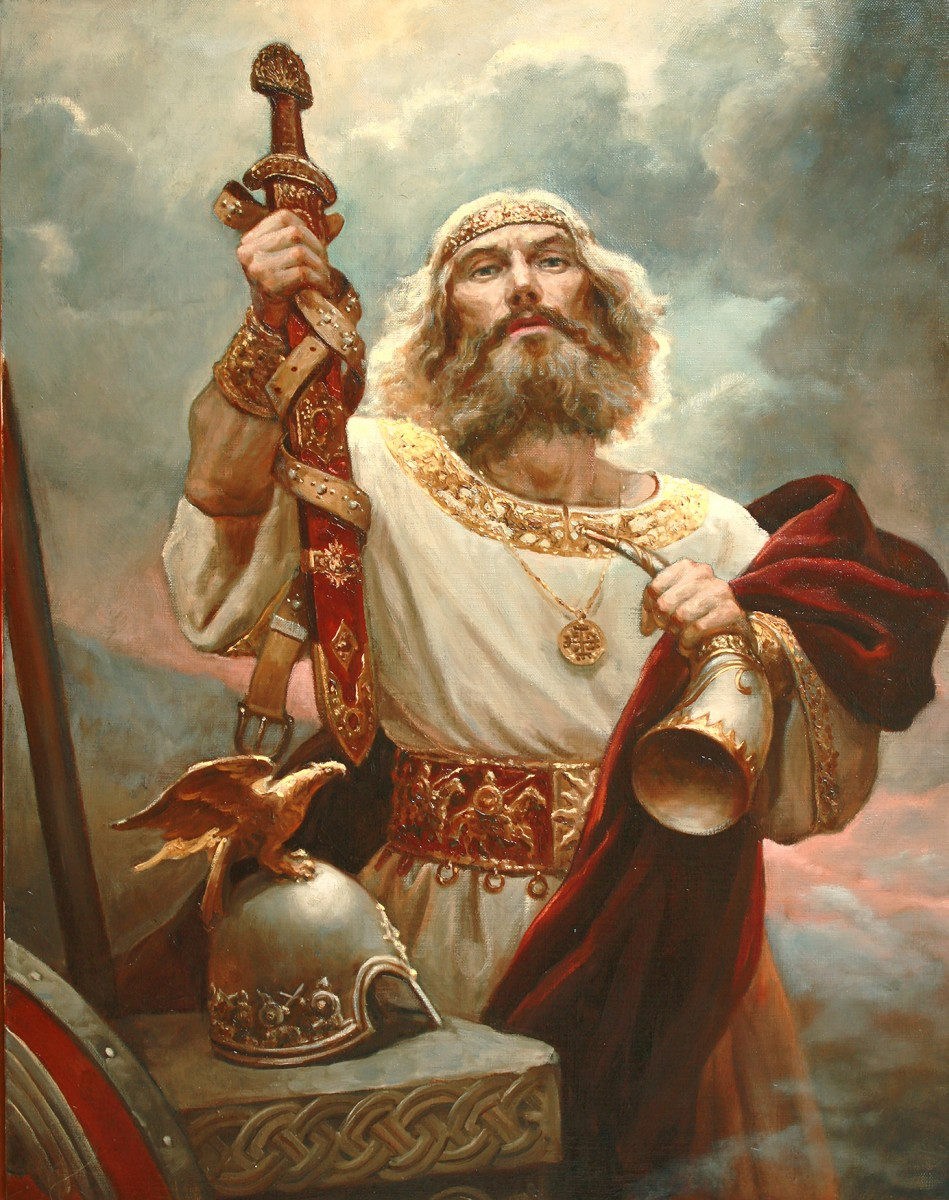
Świętowit, Andriej Szyszkin, 2017
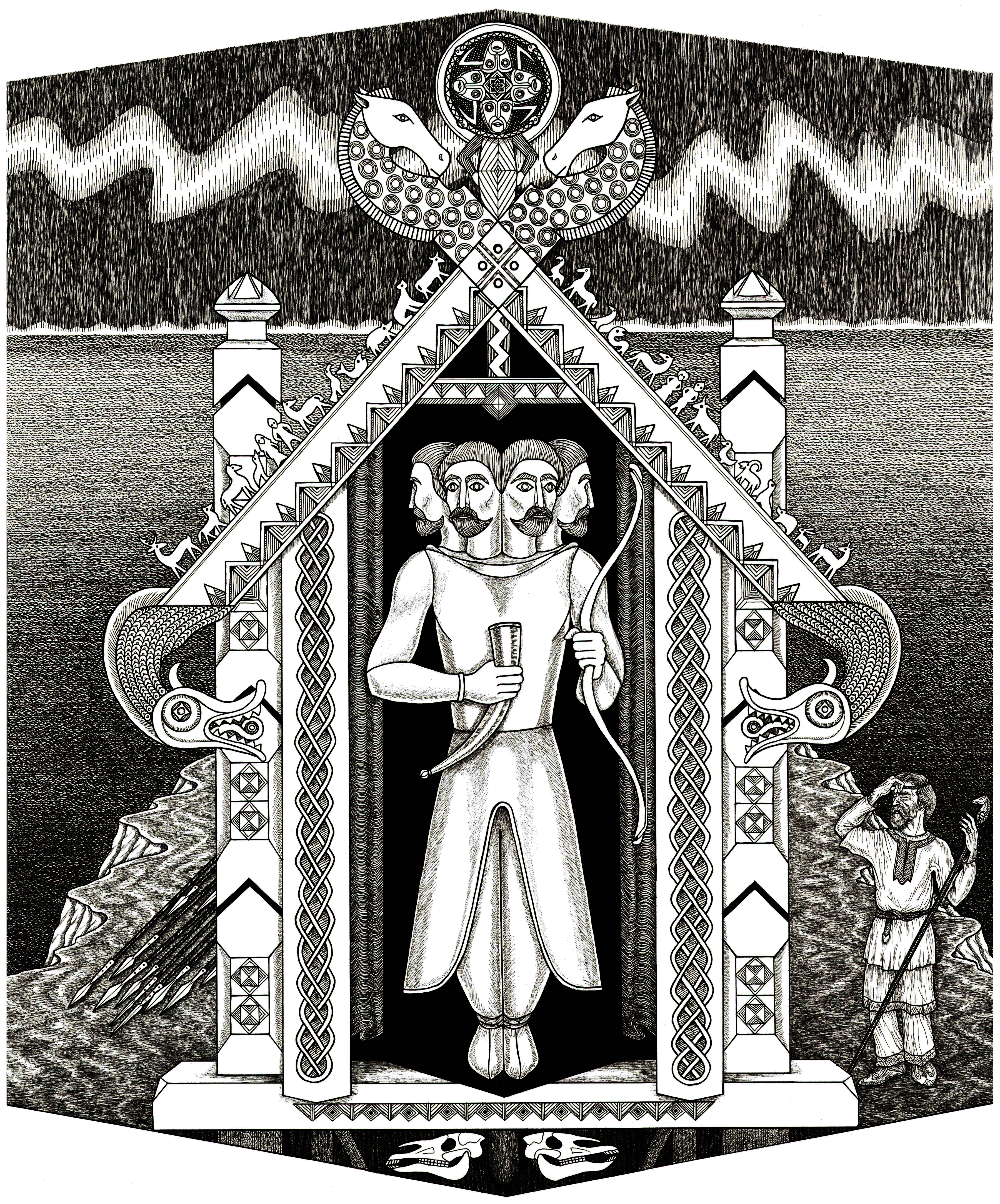
Świętowit of Rugia, Marek Hapon, 2016
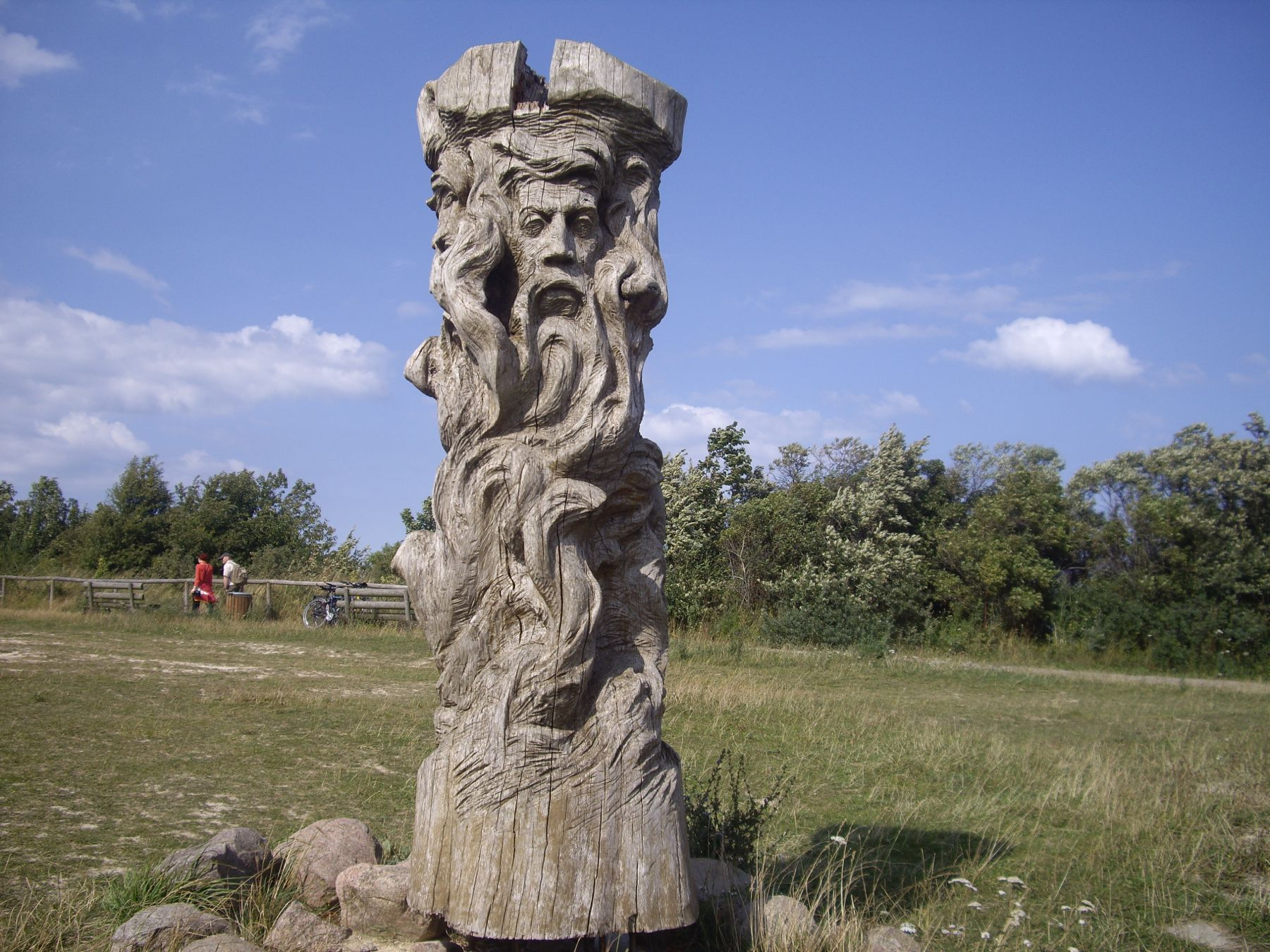
Posąg Świętowita na Arkonie autorstwa Mariusa Grusasa
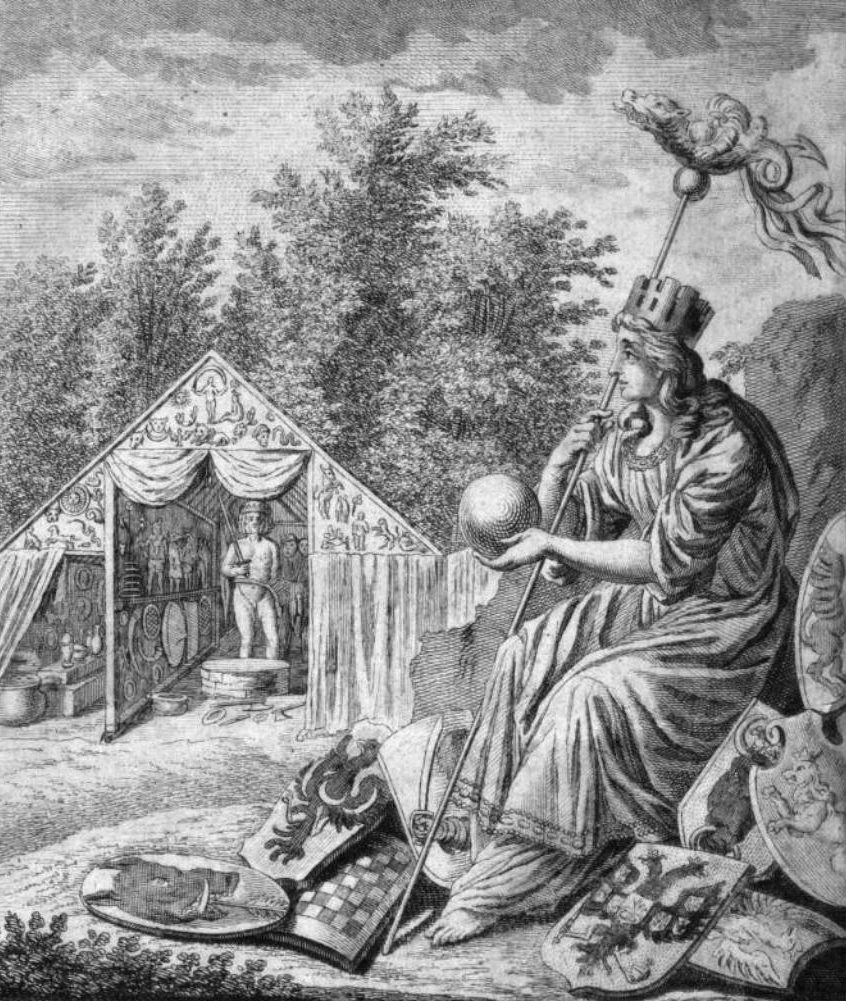
Świętowit w Fortsetzung der Algemeinen Welthistorie... Ludwiga Albrechta Gebhardiego